# 柳井村
柳井村（やないそん）は、山口県玖珂郡にあった村。現在の柳井市柳井などにあたる。

## 地理
- 海洋：周防灘
- 山岳：琴石山、三ヶ岳

## 歴史
- 1889年（明治22年）4月1日 - 町村制の施行により、近世以来の柳井村が単独で自治体を形成。
- 1905年（明治38年）1月1日 - 柳井津町・古開作村と合併して柳井町が発足。同日柳井村廃止。

## 交通

### 鉄道路線
村域を山陽鉄道（現・山陽本線）が通過したが、駅は所在しなかった。現在は旧村域に柳井港駅が所在するが、当時は未開業。